# 張若渟
張若渟（1728年9月30日—1802年8月24日），字聖泉，出身桐城張氏，安徽安慶府桐城縣（今安慶市桐城市）人，清朝大臣。是文華殿大學士張英之孫，保和殿大學士張廷玉第四子。貢生出身，乾隆十四年（1749年）捐刑部湖廣司主事。隨後歷任內外各職，累官至兵部尚書，改刑部尚書。嘉慶七年（1802年）卒，追贈太子少保。諡勤恪，有一妻五妾，合計十二子九女。

## 生平

### 捐納主事
張若渟以貢生身分，獲候選州同的身分，而後在乾隆十一年（1746年）遵例請封，敕授時年19歲的若渟為從六品儒林郎散階。其母施氏（時年42歲）和其妻夏氏（時年20歲），同時被封為六品安人。而後捐納主事之職，抽籤後被分配到刑部。
乾隆十四年（1749年），22歲的張若渟補官，被任命為正六品的刑部湖廣司主事，隔年（1750年）終養回籍照料父親張廷玉，而後丁父憂。

### 刑部歷練
乾隆二十二年（1757年）服闕，二十三年（1758年），31歲的若渟補授原官，任刑部廣東司主事，並同時充任軍機章京。而後擢升為從五品的刑部福建司員外郎，而後又升正五品的刑部浙江司郎中。乾隆二十五年（1760年），誥授正五品奉政大夫散階，其母施氏（時年56歲）和其妻夏氏（時年34歲），同時被封為五品宜人。
乾隆二十七年（1762年），被評為京察一等，並且在該年的五月二十七日（6月19日），若渟與同為一等的共計48員，入朝引見給乾隆皇帝。

### 外任地方
乾隆三十年（1765年），38歲的張若渟被升任為從四品的雲南澂江府知府。
乾隆三十五年（1770年），43歲的張若渟，被誥授從四品朝議大夫散階，其母施氏（時年66歲）和其妻夏氏（時年44歲），同時被封為四品恭人。而後同年被升任為正四品的四川建昌道道員。

## 家庭
- 母親：施氏（1705－1780）
- 正室：夏氏（1727－1780），安慶桐城人，浙江處州同知夏啟珍之女，封三品淑人，累贈誥命一品夫人，前八子俱其所出。
- 側室：
  - 謝氏（1759－1789）
  - 董氏（生卒無考），曾詠為其所出。
  - 石氏（1773－），曾詢為其所出。
  - 何氏（1774－），曾諶為其所出。
  - 趙氏（1781－1812），曾訢為其所出。
- 子：
  - 長子：張曾謐，早殤。
  - 次子：張曾誼（1747－1797），字正夫，號勵堂，監生，官至正三品浙江按察使，兼署理浙江布政使。
  - 三子：張曾詣（1749－1781），字翕如，監生，官至正六品布政司經歷。
  - 四子：張曾誠（1752－?），字墨存，號緘莊，監生，官至候選布政司經歷。
  - 五子：張曾讓（1753－1809），字遜夫，號省齋，監生，官至從九品大理府雲南州吏目。
  - 六子：張曾諧（1754－?），字奕梅，號晉堂，監生，官至從九品鎮西府哈密司巡檢
  - 七子：張曾詩（1762－1814），字純夫，監生，官至正七品廣東高州府信宜縣知縣。
  - 八子：張曾謙（1767－1813），字吉甫，正二品廕生，官至正六品戶部福建司主事。
  - 九子：張曾詠（1768－1805），字持之，附監生，官至正九品江蘇松江府婁縣主簿
  - 十子：張曾諶（1799－？），字巽言。
  - 十一子：張曾詢（1800－？），字承露。
  - 十二子：張曾訢（1802－？），字悅青。